# Vado Ligure
Vado Ligure (latin: Vada Sabatia) är en kommun i provinsen Savona, i regionen Ligurien, Italien. Den är också biskopssäte. Kommunen hade 8 316 invånare (2018) och gränsar till kommunerna Bergeggi, Quiliano, Savona, Spotorno samt Vezzi Portio.